# Estación de San Yago
San Yago es un apeadero ferroviario situado en el municipio español de Galapagar en el Barrio de Colonia España en la Comunidad de Madrid. Forma parte la línea C-8a de la red de Cercanías Madrid operada por Renfe. Cuenta también con servicios de Media Distancia.

## Situación ferroviaria
La estación se encuentra en el punto kilométrico 40,046 de la línea férrea de ancho ibérico que une Madrid con Hendaya a 890,90 metros de altitud. El tramo es de vía doble y está electrificado. 

## Historia
El apeadero se encuentra en el trazado de la línea radial Madrid-Hendaya puesto en marcha por la Compañía de los Caminos de Hierro del Norte de España el 9 de agosto de 1861 con la puesta en marcha del tramo Madrid – El Escorial de la línea radial Madrid-Hendaya. San Yago sin embargo no contaba con infraestructuras que permitieran la detención de los trenes en aquel momento y se desconoce la fecha exacta de la apertura del apeadero.

## La estación
Es un simple apeadero ubicado al final de la avenida de los Saltos del Sil, en la Colonia o Barrio España. Sus infraestructuras se limitan a un reducido refugio y a unas zonas de asiento. Cuenta con dos vías y dos andenes laterales. Para ser un apeadero tiene afluencia de público, vigilancia, torre iluminada y megafonía dentro del núcleo de Cercanías Madrid.
En el año 2023, los 2 pasos habilitados para cruzar las vías a nivel que disponía el apeadero fueron sustituidos por un único paso habilitado al final del andén, con orientación a El Escorial. Con la construcción de este nuevo paso, la estación ganó accesibilidad para personas con movilidad reducida.

## Servicios ferroviarios

### Media Distancia
Renfe presta servicios de Media Distancia usando trenes regionales a razón de dos relaciones diarias en ambos sentidos cadenciados con los servicios que presta Cercanías Madrid.
| Línea MD | Trenes   | Origen/Destino          |  | Destino/Origen |
| -------- | -------- | ----------------------- |  | -------------- |
| 51       | Regional | Madrid-Atocha Cercanías |  | Ávila          |

### Cercanías
| procedencia/destino                             | < estación   | Línea | estación > | destino/procedencia |
| ----------------------------------------------- | ------------ | ----- | ---------- | ------------------- |
| Santa María de la Alameda-PeguerinosEl Escorial | Las Zorreras |       | Villalba   | Guadalajara         |

La estación forma parte de la línea C-8a de la red de Cercanías Madrid.